# Von Pestel

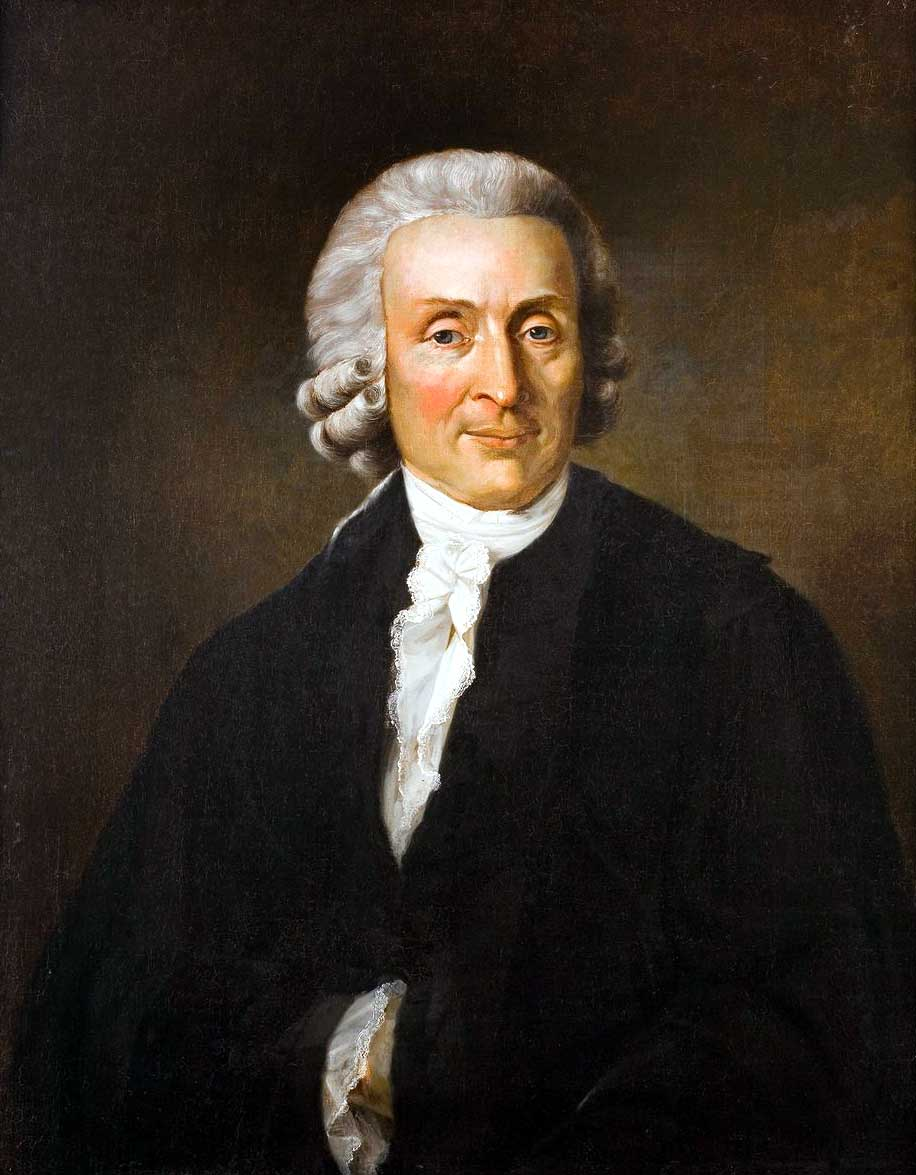
Friedrich Wilhelm von Pestel (1724-1805)

Von Pestel (ook: Van Pestel) is een van oorsprong Duits geslacht waarvan leden sinds 1838 tot de Nederlandse adel behoren en dat in 2000 uitstierf.

## Geschiedenis
De stamreeks begint met Samson Pestel die in 1551 wordt vermeld als schrijver van de kanselarij van de hertog van Brunswijk. Diens kleinzoon David Pestel (1603-1684) was hoogleraar rechtswetenschappen, net als een kleinzoon en een achterkleinzoon van de laatste. Deze laatste kwam als hoogleraar naar Leiden en is de stamvader van de Nederlandse tak.
Tussen 1768 en 1792 werden leden van het geslacht verheven in de Rijksadelstand. Bij Koninklijk Besluit van 7 mei 1838 werd Willem Frederik von Pestel (1802-1880) ingelijfd in de Nederlandse adel. Met een kleinzoon van die laatste stierf het geslacht in 2000 uit.

## Enkele telgen
Prof. dr. David Pestel (1603-1684), hoogleraar rechtswetenschappen te Rinteln (Hessen)
- David Pestel (1654-1727), juridisch student in Rinteln in 1780
  - Prof. dr. Friedrich Ulrich Pestel (1691-1764), hoogleraar rechtswetenschappen te Rinteln
    - Prof. dr. Friedrich Wilhelm von Pestel (1724-1805), hoogleraar rechtswetenschappen te Rinteln, daarna te Leiden, rector magnificus
      - Mr. Frederik Frans Lodewijk von Pestel (1764-1837), pensionaris van Vlissingen, daarna jurist in Duitsland
        - Jhr. Wilhelm Friedrich von Pestel (1802-1880), luitenant-generaal titulair, adjudant van koning Willem III
          - Jhr. Franz Lodewijk Ferdinand Karel von Pestel (1831-1859), luitenant-ter-zee
          - Jhr. Willem Frederik Gustaaf Adolf von Pestel (1834-1930), luitenant-generaal titulair
            - Jhr. Willem Frederik Anne van Pestel (1864-1935), notaris, verkreeg bij KB in 1891 naamswijziging in Van Pestel
            - Jhr. mr. Rudolf August Alexander Eduard von Pestel (1838-1923), diplomaat, laatstelijk te Brussel
              - Jhr. Rudolf Willem Fredrik von Pestel (1915-2000), bankier in de Verenigde Staten, laatste telg van het geslacht